# Río Cuiuni
El río Cuiuni es un río amazónico, uno de los afluentes del río Negro, que  discurre íntegramente por el estado de Amazonas. Su longitud es de 400 km.

## Geografía
El río Cuiuni nace en la parte central del estado de Amazonas, en una zona muy poco poblada entre el río Amazonas, al sur, y el río Negro, al norte. El río tiene su fuente a menos de 20 km del río Yapurá, muy cerca de la localidad de Jacitara. Discurre en dirección noreste sin que en todo su curso haya ningún asentamiento de importancia, ni siquiera en la boca. El curso final del río es muy meándrico.
El río Cuiuni desagua por la derecha en el río Negro, entre las bocas del río Urabaxi y del río Caurés, casi frente a la desembocadura por la izquierda del río Araça. la boca está en el tramo entre las localidades de Santana (aguas arriba) y Barcelos (aguas abajo), el límite de navegación del río Negro para grandes embarcaciones.